# Psammocinia hawere
Psammocinia hawere är en svampdjursart som beskrevs av Cook och Patricia R. Bergquist 1996. Psammocinia hawere ingår i släktet Psammocinia och familjen Irciniidae. Inga underarter finns listade i Catalogue of Life.